# Miguel d'Escoto
Miguel d’Escoto Brockmann (1933-2017) fue un diplomático, político y sacerdote católico nicaragüense de origen estadounidense.

## Biografía

#### Estudios
Miguel d’Escoto Brockmann nació el 5 de febrero de 1933 en la ciudad de Los Ángeles en California, Estados Unidos, donde estaba destinado su padre, Miguel Escoto Muñoz, importante diplomático de la época somocista. Su madre fue Margarita Brockmann Meléndez. Por parte de su padre, Miguel d’Escoto Brockmann es descendiente de Nazario Escoto, presidente provisorio de Nicaragua en 1855. Debido a la relación de su padre con el dictador nicaragüense Anastasio Somoza García (1896-1956), este fue su padrino de bautismo.
Pasó su infancia en Nicaragua, pero en 1947 volvió a los Estados Unidos para estudiar. En 1953 ingresó en el seminario de la Sociedad Misionera de Maryknoll y en 1961 fue ordenado sacerdote. En 1962 obtuvo una maestría en Ciencias, en la Escuela de Periodismo de la Universidad de Columbia.

#### Acción social y profesional
En 1963 ―a los 30 años de edad― fundó en Santiago de Chile el INAP (Instituto Nacional de Acción Poblacional e Investigaciones), cuyo objetivo fue organizar a los grupos desfavorecidos de las callampas (barrios marginales de la periferia de Santiago y de otras ciudades) mediante la acción comunitaria en defensa de los derechos laborales. En 1970, en Nueva York (Estados Unidos), el padre d'Escoto asumió la dirección del Departamento de Comunicaciones Sociales de Maryknoll en su sede neoyorquina, donde fue figura clave en la fundación de la Editorial Orbis. Después del terremoto que asoló la ciudad de Managua ―capital de Nicaragua―, el 23 de diciembre de 1972, el padre D'Escoto recabó ayuda para las víctimas del terremoto. En 1973 estableció la FUNDECI (Fundación Nicaragüense Pro Desarrollo Comunitario Integral), actualmente una de las organizaciones no gubernamentales más antiguas de Nicaragua. Se desempeñó como funcionario del Consejo Mundial de Iglesias.

#### Opción por el socialismo
Miguel d'Escoto optó por la teología de la liberación, y en 1975, en secreto, se unió al sandinismo. En 1977, como parte del Grupo de los Doce, expresó públicamente su apoyo al Frente Sandinista.
En julio de 1979, tras el triunfo de la Revolución Sandinista, el padre D’Escoto fue ministro de Relaciones Exteriores de la República de Nicaragua durante más de diez años, hasta abril de 1990, durante el gobierno de Daniel Ortega. Durante el tiempo que ocupó ese cargo tuvo un papel fundamental en los procesos de paz de Contadora y Esquipulas, encaminados a poner fin a los conflictos armados internos de Centroamérica en la década de 1980. También entonces promovió la decisión adoptada por su Gobierno en 1984 de presentar ante la Corte Internacional de Justicia una reclamación contra los Estados Unidos de América por apoyar actividades militares y paramilitares contra su país; la Corte Internacional de Justicia falló a favor de Nicaragua. Un año antes agentes de la CIA en Nicaragua habían intentado asesinarle con una botella de licor envenenado, lo que provocó un grave incidente diplomático.

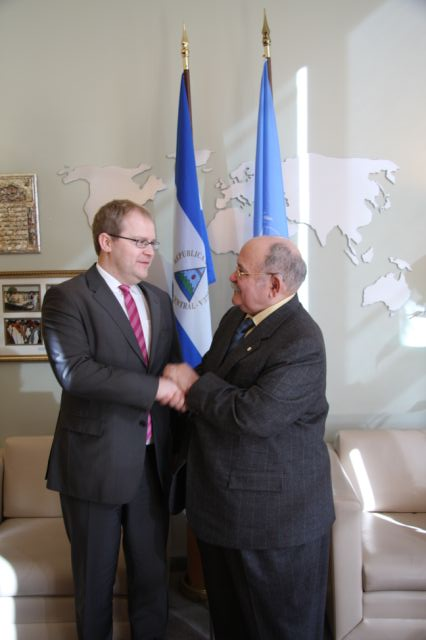
Urmas Paet (ministro de Relaciones Exteriores de Estonia) con el presidente de la Asamblea General de las Naciones Unidas, Miguel d’Escoto Brockmann (en 2009).

Fue presidente de la Asamblea General de las Naciones Unidas y fue designado el 4 de junio de 2008. Tomó posesión de su cargo el 16 de septiembre de 2008 y presidió la sesión 63 de dicha institución, siendo sucedido por el diplomático libio Ali Abdussalam Treki en septiembre del 2009. Entre 2007 y 2011 fue Asesor Superior del Presidente Daniel Ortega Saavedra, en Asuntos Internacionales.

#### Suspensión
El 4 de febrero de 1984 ―en el marco de la Guerra Fría―, el papa Juan Pablo II suspendió a divinis del ejercicio del sacerdocio a los sacerdotes Ernesto Cardenal (59), Fernando Cardenal (50, hermano del anterior), Miguel D'Escoto (51) y Edgard Parrales, debido a su adscripción a la teología de la liberación. Treinta años después, el 4 de agosto de 2014, el papa Francisco derogó ese castigo.

#### Muerte
Murió en Managua el 8 de junio de 2017.